# Антонюк Зиновій Павлович
Зино́вій Па́влович Антоню́к (24 грудня 1933 (за паспортом 24 липня), с. Деполтичі [уточнити]Холмського повіту Люблінського воєводства, Польща — 28 квітня 2020, м. Київ) — український громадський діяч, правозахисник, дисидент, розповсюджувач самвидаву, політичний в'язень радянських концтаборів, публіцист. Співголова громадської ради Українсько-Американського бюро захисту прав людини.

## Життєпис
Народився на Холмщині. Закінчив 4 класи української початкової школи в Холмі. Від 1944 року мешкав у Луцьку, з 1945-го — у Львові, де закінчив технікум залізничного транспорту (1952), механічний факультет Львівського політехнічного інституту за фахом економіка й організація виробництва (1958), заочну аспірантуру (1964).
Працював на приладобудівному заводі й у науково-дослідному секторі Львівського політехнічного інституту. Від 1960 року — в Києві, у Всесоюзному науково-дослідному та проєктно-конструкторському інституті з нафтопереробки і нафтохімії (НВО «МАСМА»).
Великий вплив справив на нього Іван Світличний, з яким познайомився 1962 року за сприяння Алли Горської. Антонюк почав поширювати твори самвидаву, 1964-го ініціював створення при об'єднанні історичного лекторію, яким керував Михайло Брайчевський. На прохання Івана Світличного переклав з польської мови українською декілька великих статей з історії польсько-українських відносин.
Заарештований 12 січня 1972-го й того самого року Київський обласний суд ухвалив Антонюку вирок за ст. 62 ч. 1 КК УРСР (антирадянська агітація і пропаганда): 7 років позбавлення волі в таборах суворого режиму та на 3 роки заслання. Перебував у 35-й зоні політичних таборів у Пермській області. Брав участь у численних голодуваннях та інших акціях протесту. Передавав інформацію про долю політв'язнів за межі табору. У зоні 1975 року судом Чусовського району засуджений на 3 роки тюремного режиму у Владимирській в'язниці. Заслання відбував у м. Бодайбо Іркутської області (нині РФ) — трест «Лензолото». Один з авторів документа Московської групи «Гельсінкі» «О положении заключенных в лагерях СССР».
До Києва повернувся на початку 1982 року. Місяць працював нормувальником на заводі «Червоний гумовик», згодом з політичних мотивів позбавлений роботи; не міг працевлаштуватися. У серпні 1982 року засуджений у сфабрикованій справі до ув'язнення за «дармоїдство». Покарання відбував у Білій Церкві та Харкові.
У 1983—1993 роках — слюсар Київського заводу електротранспорту. Депутат Київської міської ради (1990—1994). У 1992—1996 — член комісії з відновлення прав реабілітованих при Київській міськраді. Від 1994 року — пенсіонер.
З грудня 1992 по березень 2003 року — співголова громадської ради Українсько-Американського бюро захисту прав людини. Був членом редколегії інформаційно-аналітичного бюлетеня «Права людини в Україні». Експерт Міжнародного фонду «Відродження» за програмою «Громадянське суспільство».
Автор численних статей з питань прав людини, суспільної свідомості та духовної культури.
Дружина — Вереса Сарнацька.
Сини — Тарас і Максим.